# African Knockout
African Knockout (AKO) es una organización de artes marciales mixtas con sede en Nigeria, fundada en 2020. Con sede en la ciudad de Lagos, AKO es una de las principales promotoras de MMA en el país y en África.

## Historia
AKO se fundó en octubre de 2020 como un reality show de talentos de MMA llamado African Knockout, convirtiéndose así en el primer reality show deportivo sin guion de Netflix. El programa fue presentado por Okey Bakassi y contó con la participación de varias celebridades nigerianas. En 2021, el campeón mundial Kamaru Usman, se unió a la compañía.
AKO continuó con una serie de eventos de lucha llamados «FaceOff» Fight Nights en 2022, antes de lanzar finalmente el AKO Championship en 2023 ya como una promoción de MMA, con cinco divisiones de peso que reúnen a atletas de Nigeria y otros trece países de África.